# ميتش ويبستر
ميتش ويبستر (بالإنجليزية: Mitch Webster)‏ هو لاعب كرة قاعدة أمريكي، ولد في 16 مايو 1959 في لارنيد في الولايات المتحدة.

## وصلات خارجية
- ميتش ويبستر على موقعبيزبول رفرنس.كوم (الدوري الرئيسي) (الإنجليزية)
- ميتش ويبستر على موقعبيزبول رفرنس.كوم (الدوري الثانوي) (الإنجليزية)
- ميتش ويبستر على موقع مشجعي الرسوم البيانية (الإنجليزية)